# Polydictya crassa
Polydictya crassa är en insektsart som beskrevs av William Lucas Distant 1906. Polydictya crassa ingår i släktet Polydictya och familjen lyktstritar. Inga underarter finns listade i Catalogue of Life.